# Dasineura elatostemmae
Dasineura elatostemmae är en tvåvingeart som först beskrevs av Ephraim Porter Felt 1921.  Dasineura elatostemmae ingår i släktet Dasineura och familjen gallmyggor. Inga underarter finns listade i Catalogue of Life.